# Porte de Choisy

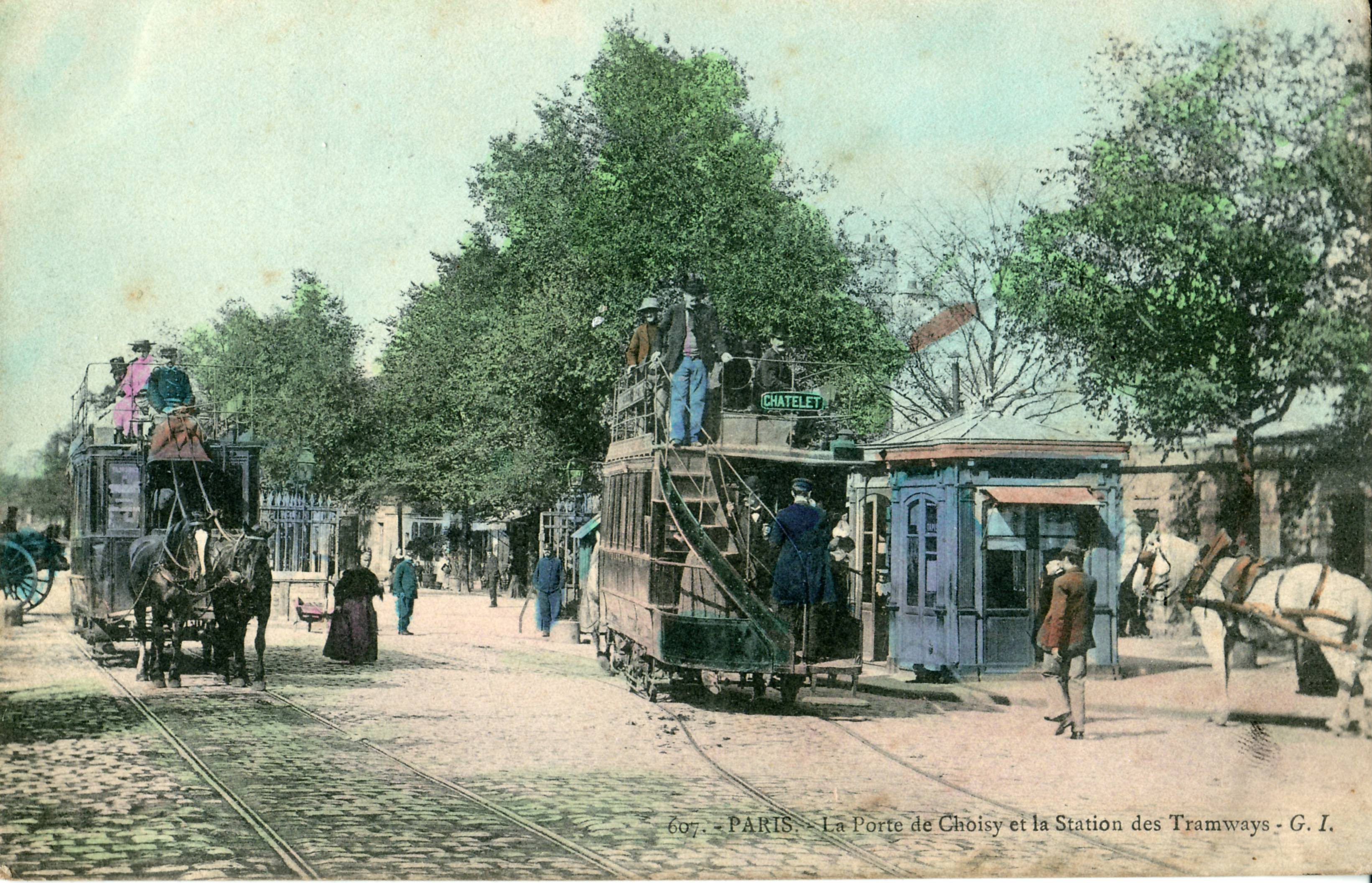
Brama Choisy na początku XX wieku

Porte de Choisy – jedna z bram Paryża, położona w 13. dzielnicy. Bramami są nazywane w Paryżu miejsca pozwalające przekroczyć obwodnicę i granice administracyjne miasta (w większości dawniej były to przerwy w wałach miejskich).
Brama oddziela Paryż od miejscowości Ivry-sur-Seine w departamencie Dolina Marny. Stanowi początek drogi krajowej nr 305, łączącej francuską stolicę z Choisy-le-Roi.

## Dojazd
Dojazd do Porte de Choisy zapewnia linia 7 metra (stacja Porte de Choisy), linia T3 tramwaju oraz autobusy dzienne RATP.